# Ікеда (Фукуй)

35°53′25″ пн. ш. 136°20′39″ сх. д. / 35.89028° пн. ш. 136.34417° сх. д.
Іке́да (яп. 池田町, いけだちょう, МФА: [ikeda t͡ɕoː]) — містечко в Японії, в повіті Імадате префектури Фукуй. Станом на 1 червня 2009 площа містечка становила 194,72 км². Станом на 1 липня 2011 населення містечка становило 3006 осіб.